# Matrix Games
 (avril 2019).
Matrix Games est une entreprise qui édite des jeux sur ordinateur. 
Elle est basée à Epsom, dans le Surrey au Royaume-Uni, avec des bureaux à Arlington, au Vermont, à Milan, en Italie et à Edmonton, en Alberta. Matrix Games/Slitherine possède et finance The Wargamer, un site qui publie des critiques de jeux vidéo en ligne.
La société se spécialise dans les des jeux de guerre et de stratégie au tour par tour. La gamme de jeux vidéo édités par Matrix Games comprend également un jeu de type space sims (Starshatter: The Gathering Storm), un jeu de stratégie en temps réel (Close Combat : Cross of Iron).
Matrix Games édite des jeux en collaboration avec une variété de sociétés de développement, incluant SSG, 2by3 Games, Panther Games, Koios Works, Destroyer Studios, Western-Civilization et AGEOD.

## Histoire
Matrix Games a été créée par David Heath, en 1999, à Staten Island, New York. En janvier 2010, Matrix Games avait édité plus de soixante-quinze titres. Matrix Games recrute des artistes, des programmeurs et des producteurs qui s'impliquent dans les projets de programmeurs n'ayant pas les ressources nécessaires pour embaucher du personnel à plein temps.
En mai 2010, Matrix Games et Slitherine ont annoncé la fusion des deux sociétés, formant ainsi une des plus grandes sociétés d'édition de jeux de guerre[réf. nécessaire]. 

L'implication de Matrix Games dans le développement de ses titres est un élément clé de sa philosophie, comme indiqué sur son site web : 

« La philosophie de notre société est que nous aimons ce que nous faisons. Nous sommes tout d'abord des joueurs et ensuite nous prenons notre amour pour les jeux et nous les mettons dans nos produits. Le résultat a été un énorme succès. »

## Gamme complète des jeux édités
- Across the Dnepr: Korsun Pocket Add-on
- Across the Dnepr: Second Edition
- Advanced Tactics: Gold
- Armada 2526
- Armored Brigade
- Banzai! : For Pacific Fighters
- Battlefront
- Battleground Europe - World War II Online
- Battlegrounds: American Civil War
- Battlegrounds: Napoleonic Wars
- Battles in Italy
- Battles In Normandy
- Birth of America
- Blitzkrieg: War in Europe 1939-1945
- Campaign Series: Matrix Edition
- Campaigns On The Danube
- Carriers at War
- Case Blue : For IL-2 or Forgotten Battles
- Chariots of War
- Close Combat: Cross of Iron
- Close Combat: Modern Tactics
- Close Combat: Wacht am Rhein
- Close Combat: The Longest Day
- Combined Arms: World War II
- Command Ops: Battles from the Bulge
- Command: Modern Air / Naval Operations
- Commander - Europe at War
- Conquest! Medieval Realms
- Conquest of the Aegean
- Crown of Glory: Emperor's Edition
- Distant Worlds
- Empire in Arms: The Napoleonic Wars of 1805–1815
- Field of Glory
- Field of Glory - Rise of Rome
- Field of Glory - Storm of Arrows
- Flashpoint Germany
- For Liberty!
- Forge of Freedom: The American Civil War 1861-1865
- Gary Grigsby's Eagle Day to Bombing the Reich
- Gary Grigsby's War in the East: The German-Soviet War 1941-1945
- Gary Grigsby's World At War
- Gary Grigsby's World at War: A World Divided
- Gates of Troy
- Guns of August
- Hannibal: Rome and Carthage in the Second Punic War conçu par Forced March Games[3]
- Harpoon 3 - Advanced Naval Warfare
- Highway to the Reich
- Hired Guns: The Jagged Edge
- Horse and Musket: Volume 1
- Korsun Pocket
- Legion Arena Gold
- Lock 'n Load: Band of Heroes
- Massive Assault
- Maximum-Football
- Norm Koger's The Operational Art of War III
- Officers - The Matrix Edition
- Operation Barbarossa - The Struggle for Russia
- Pacific War: Matrix Edition
- Panzer Command: Operation Winter Storm
- Panzercorps: Wehrmacht
- PureSim Baseball 2007
- Reach for the Stars
- Scourge of War: GETTYSBURG
- Smugglers IV - Doomsday
- Spartan
- Star Chamber: The Harbinger Saga
- Starshatter: The Gathering Storm
- Starships Unlimited - Divided Galaxies
- Starships Unlimited v3
- Steel Panthers: World at War - Generals Edition
- Storm over the Pacific
- Supremacy: Four Paths To Power
- The Last Days : For IL-2 Forgotten Battles
- Tin Soldiers: Alexander the Great
- Tin Soldiers: Julius Caesar
- Titans of Steel: Warring Suns
- UFO: Extraterrestrials
- Uncommon Valor
- War in Russia: Matrix Edition
- War In The Pacific
- War In The Pacific - Admiral's Edition
- War Plan Orange: Dreadnoughts in the Pacific 1922 - 1930
- World in Flames
- World War One - La Grande Guerra
- World War One Gold
- World War II: General Commander
- World War 2: Time of Wrath

### En développement
- Combined Arms: World War II
- Mark H. Walker Lock 'n Load: Heroes of Stalingrad